# Лютомишльський привілей
Лютомишльський привілей — привілей, наданий 1 вересня 1291 року в Лютомишлі Вацлавом II Богемським духовенству, лицарям і міщанам в обмін на отримання краківського престолу.
Привілей гарантував, що правитель не вводитиме нових податків і не займатиме посади без узгодження з службовцями даної землі. Він також підтверджував права, надані попередніми привілеями. Це стосувалося давніх прав і свобод і визнання Вацлавом II усіх земельних пожертвувань, зроблених його попередниками на краківському престолі.
1292 року Вацлав II став герцогом Краківським, а в 1300 році — королем Польщі. Після його смерті королівський престол успадкував його син Вацлав ІІІ Богемський.